# Канарейкин, Фёдор Леонидович
Фёдор Леонидович Канарейкин (род. 29 мая 1955) — советский хоккеист и российский хоккейный тренер. Заслуженный тренер России.

## Биография
В 1973 г. в составе юниорской сборной СССР выиграл золотые медали чемпионата Европы, в 1974 г. повторил успех в составе молодёжной сборной на мировом первенстве. Однако во взрослую сборную СССР никогда не привлекался.
В 1976 г. стал чемпионом СССР в составе московского «Спартака».
Тренерскую деятельность Канарейкин начал в 1990-е годы, несколько лет поработав в австрийском и швейцарском чемпионатах. На родине начал с работы в московских «Спартаке» и «Крыльях», где прошла и большая часть его игровой карьеры.
25 сентября 2006 г. Канарейкин сменил на посту главного тренера магнитогорского «Металлурга» канадского специалиста Дэйва Кинга, у которого Фёдор до этого работал помощником. В конце сезона "Металлург" под руководством Канарейкина становится чемпионом России, обыграв в финале казанский "Ак Барс". 
21 декабря 2007 г. Канарейкина уволили с должности главного тренера «Металлурга». Однако не прошло и месяца, и Фёдор вернулся к работе, возглавив подмосковный «Химик». Из оставшихся 19 матчей гладкого чемпионата «Химик» выигрывает 14 и заканчивает регулярку на 4-м месте в общей таблице, однако в плей-офф неожиданно оступается уже в первом раунде — поражение от «Северстали» 2-3 в серии. Несмотря на эту неудачу, клуб подписал с Канарейкиным новый двухлетний контракт.
27 октября 2009 г. Канарейкин был отправлен в отставку с поста главного тренера «Атланта» (новое название «Химика»).
8 октября 2011 г. Канарейкин сменил Александра Баркова на посту главного тренера магнитогорского «Металлурга».
С 31 октября 2012 года — главный тренер московского «Спартака», оказавшегося в тяжёлом положении
(на этот момент «Спартак» занимал 13-е место в Западной конференции (23 очка в 22 матчах), а из последних восьми матчей выиграл лишь один).
В 2015 году прошёл лечение от рака.
14 августа 2016 года был назначен главным тренером омского «Авангарда». 21 марта 2017 года был отправлен в отставку.
Имеет двоих сыновей. Старший Леонид также хоккеист и тренер. Младший Максим хоккейный функционер.

## Достижения

### Игровые
- Золотая медаль юниорского чемпионата Европы (1973).
- Золотая медаль молодёжного чемпионата мира (1974, 1975).
- Чемпион СССР (1976, Спартак Москва).
- Серебряный призёр чемпионата СССР(1973, Спартак).
- Бронзовый призёр чемпионата СССР (1975, 1979, 1989, Спартак, Крылья Советов)

### Тренерские
- Чемпион России (2007, Металлург Мг).
- Обладатель Кубка Федерации (2000, Крылья Советов).

### Статистика (главный тренер)
(данные до 2006 г. не приведены)
Последнее обновление: 01 сентября 2016 года
| Команда      | Турнир-сезон | Регулярный сезон | Регулярный сезон | Регулярный сезон | Регулярный сезон | Регулярный сезон | Регулярный сезон | Регулярный сезон | Регулярный сезон | Плей-офф | Плей-офф | Плей-офф              |
| Команда      | Турнир-сезон | И                | В                | ВО/ВБ            | Н                | ПО/ПБ            | П                | О                | Результат        | В        | П        | Результат             |
| ------------ | ------------ | ---------------- | ---------------- | ---------------- | ---------------- | ---------------- | ---------------- | ---------------- | ---------------- | -------- | -------- | --------------------- |
| Металлург Мг | РСЛ 2006-07  | 46               | 27               | 2                | 6                | 1                | 10               | 92               | 4 место          | 12       | 3        | 1 место               |
| Металлург Мг | РСЛ 2007-08  | 36               | 18               | 4                | -                | 5                | 9                | 67               | уволен           | -        | -        | -                     |
| Атлант       | РСЛ 2007-08  | 19               | 14               | 1                | -                | 1                | 3                | 45               | 4 место          | 2        | 3        | Вылетели в 1/8 финала |
| Атлант       | КХЛ 2008-09  | 56               | 35               | 7                | -                | 3                | 10               | 122              | 5 место          | 4        | 3        | Вылетели в 1/4 финала |
| Атлант       | КХЛ 2009-10  | 17               | 8                | 0                | -                | 1                | 8                | 25               | уволен           | -        | -        | -                     |
| Металлург Мг | КХЛ 2011-12  | 44               | 25               | 2                | -                | 3                | 14               | 82               | 3-е на Востоке   | 5        | 7        | Вылетели в 1/4 финала |
| Спартак      | КХЛ 2012-13  | 30               | 6                | 4                | -                | 3                | 17               | 29               | 13-е на Западе   | -        | -        | -                     |
| Спартак      | КХЛ 2013-14  | 54               | 12               | 8                | -                | 6                | 28               | 58               | 12-е на Западе   | -        | -        | -                     |
| Авангард     | КХЛ 2016-17  | 60               | 30               | 8                | -                | 3                | 19               | 109              | 2-е на Востоке   | 6        | 6        | Вылетели в 1/4 финала |